# Муканші
Муканші́ (каз. Мұқаншы) — село у складі Коксуського району Жетисуської області Казахстану. Входить до складу Муканшинського сільського округу.
У радянські часи село називалось Ондіріс.
Населення — 357 осіб (2021; 267 у 2009, 138 у 1999, 623 у 1989).